# Унна, Моше
Моше Унна (ивр. משה אונא‎; 22 ноября 1902, Мангейм, Великое герцогство Баден — 21 февраля 1989, Сдэ Элияху, Северный округ) — израильский политический и общественный деятель, депутат кнессета 1-го, 2-го, 3-го, 4-го, 5-го, 6-го созывов от партии «Ха-поэль ха-мизрахи» (в том числе в составе «Объединённого религиозного фронта») и партии «МАФДАЛ». Заместитель министра образования и культуры Израиля (1956—1958).

## Биография
Родился 22 ноября 1902 года в Мангейме, Германия, в семье известного раввина Ицхака Унны и его жены Гертруды (Гитл). Учился в гимназии, Высшей сельскохозяйственной школе в Берлине, учился в Раввинской Семинарии Азриэля Гильдесхаймера. Был членом еврейского молодёжного движения «бело-голубые» («Блау-вайс»).
В 1924 руководил сельскохозяйственной фермой движения Мизрахи в Бетценроде (Германия). В 1927 году репатриировался в Подмандатную Палестину, работал сельскохозяйственным рабочим в Хадере, Рамат-Гане и Петах-Тикве. В 1933 и 1934 годах находился в командировках вне Палестины. Был членом организации Молодёжная алия.
В 1935 году был одним из основателей Религиозного кибуцного движения, член секретариата организации (1935—1974). Был одним из основателей религиозного кибуца Тират Цви. Был избран членом Законодательного собрания Подмандатной Палестины (1940—1949) и Ваада Леуми (1940—1948) от партии «Ха-поэль ха-мизрахи».
В 1948—1949 годах был членом Временного государственного совета. Был участником всемирных сионистских конгрессах (1935, 1939, 1946).
В 1949 году избран депутатом кнессета 1-го созыва, затем переизбирался депутатом кнессета 2-го, 3-го, 4-го, 5-го, 6-го созывов. В разное время работал в комиссии по труду, комиссии по экономике, комиссии кнессета, законодательной комиссии, комиссии по иностранным делам и безопасности. Возглавлял законодательную комиссию кнессета (2-й, 3-го, 5-го созывы кнессета).
В седьмом и восьмом правительствах Израиля занимал пост заместителя министра образования и культуры Израиля.
Был дважды женат, имел шестерых детей.
Умер 21 февраля 1989 года.